# Coenonympha pluriocellata
Coenonympha pluriocellata är en fjärilsart som beskrevs av Stetter-stättermayer 1933. Coenonympha pluriocellata ingår i släktet Coenonympha och familjen praktfjärilar. Inga underarter finns listade i Catalogue of Life.